# Mark González
Mark Dennis González Hoffmann (Durban, Sudáfrica, 10 de julio de 1984) es un exfutbolista y panelista de televisión chileno-sudafricano que se desempeñó como volante o extremo por la banda izquierda. Además, fue internacional absoluto con selección de fútbol de Chile desde 2003 hasta 2016, con la que se consagró campeón de la Copa América en 2016.
Debutó en Primera División el año 2002 jugando para Universidad Católica. En 2004, fichó por el Albacete Balompié, destacando por su velocidad y habilidad con el balón. Tras sus buenas actuaciones en España, en 2005 fue fichado por el entonces campeón de Europa: Liverpool Football Club. Sin embargo, debido a problemas burocráticos, no pudo defender a los reds apenas fichó, por lo que jugó durante el primer semestre de 2006 cedido en la Real Sociedad de Fútbol. En julio del mismo año, recibió el permiso para jugar en Inglaterra, debutando el día 22 de aquel mes con la camiseta de Liverpool. En tierras británicas conquistó la Community Shield 2006, siendo titular y actuando 56' en el triunfo red por 2-1 sobre Chelsea Football Club. En 2007, retornó a tierras españolas, esta vez para jugar en el Real Betis Balompié, club donde militó hasta 2009, cuando fue traspasado al CSKA de Moscú de la Liga Premier de Rusia. Durante 2012, mientras jugaba por el club ruso, se convirtió en el futbolista chileno mejor pagado en el extranjero, recibiendo anualmente 8.5 millones de dólares.

## Primeros años de vida
Desde muy niño le gustaban los deportes. Su padre es el exfutbolista chileno Raúl González, quien jugó profesionalmente en Sudáfrica. Mark llegó a Chile a los diez años, específicamente a Valparaíso en la Quinta Región, donde se instaló en la casa de sus abuelos maternos, tras la separación de sus padres.
Su abuelo Guillermo Hoffman, lo inscribe a él y su hermano Raúl en el club porteño Unión Santa Elena, en donde comienza a dar sus primeros pasos en canchas amateurs de Valparaíso. Comenzó jugando en el equipo porteño Santiago Wanderers, para luego pasar a defender a Everton, destacando más en este último equipo. Fue así que fue llevado a Santiago, para fichar en el club de sus amores, Universidad Católica, recomendado por el entrenador Mario Tuane, quien había acogido a su familia en Sudáfrica.

### Relaciones, matrimonio e hijos
Tuvo una connotada relación con la modelo y actriz argentina Gisela Molinero (2004-2006), después con la modelo brasileña Claudia Rocha. Está casado con la bailarina Maura Rivera, con quien contrajo matrimonio civil el 23 de diciembre de 2010, y por la iglesia católica en enero de 2011. La pareja tiene dos hijos, Mark y Luciana.

### Universidad Católica (2002-2004)
Debutó en Universidad Católica el año 2002 con Juvenal Olmos de director técnico. El año 2003 obtuvo la Liguilla Pre-Sudamericana y, a pesar de su corta edad, logró afianzarse en la titularidad del equipo cruzado llegando a anotar ese año 10 goles por el campeonato local, pese a jugar la mayoría de partidos de lateral.

### Albacete (2004-2005)
Luego de un mal campeonato de Apertura 2004 donde no pudo clasificar con la UC a los playoffs, para el segundo semestre de ese año ficha por el Albacete Balompié de España, donde jugó hasta la temporada 2005, participando en 25 encuentros y anotando 5 goles. El día 8 de mayo de 2005, se lesionó de gravedad al hacer un gol de cabeza ante Levante por la Fecha 35 de la Primera División de España 2004-05, sufriendo la rotura completa de su ligamento cruzado anterior de la rodilla izquierda. Esta lesión lo tuvo fuera de canchas por nueve meses, recuperándose en Chile.

### Cesión a Real Sociedad (2006)
A pesar de la lesión, el club inglés Liverpool Football Club, equipo que había salido campeón de la Liga de Campeones de la UEFA 2004-05/ se interesó en el joven mediocampista e hizo todo lo posible por ficharlo. Según reglas internas de la Premier League, para obtener un permiso de trabajo la selección chilena debía estar entre las mejores 70 selecciones del mundo, pero como la selección chilena se encontraba fuera de ese rango, Mark no pudo jugar en el Liverpool FC apenas fichó, sino que tuvo partir nuevamente a España, esta vez en calidad de préstamo a la Real Sociedad de Fútbol, club de San Sebastián, siendo presentando el 30 de enero de 2006 junto a Jhon Viafara, en calidad de préstamo por 6 meses, en su presentación dijo que en Sociedad intentaría mejorar su juego táctico. Donde fue pieza clave para que el equipo vasco no descendiera a Segunda División.
En su primer partido, convirtió un gol y de ahí en adelante todo fue éxito, realizando en un corto tiempo seis goles, cinco de ellos en los dieciséis partidos que jugó en La Liga, haciendo buenas actuaciones sobre todo contra el Real Madrid donde anotó el gol del empate en los últimos minutos de partido para terminar 1-1. Fue apodado por los hinchas donostiarras como "San Mark".
Real Sociedad mostró interés en ficharlo de forma permanente, junto con varios otros clubes de la Liga, pero se dice que González dijo: "Estoy muy agradecido con la Real Sociedad y su entrenador José Mari Bakero, pero mientras ellos me quisieran para quedarme iré a Inglaterra para unirme a Liverpool".

### Liverpool (2006-2007)
Una vez terminada su aventura en la liga hispana, partió a Liverpool a integrase al conjunto de los reds.
El 5 de julio de 2006, González obtuvo un permiso de trabajo y se le permitió comenzar su carrera en Liverpool, vistiendo la camiseta número 11. Su mánager, Rafael Benítez, dijo: "Estas son muy buenas noticias para nosotros y estoy absolutamente encantado de darle la bienvenida a Mark González al Liverpool, ya que es un jugador que los seguidores querrán ver". González hizo su primera aparición como sustituto en el medio tiempo del debutante Fábio Aurélio en un amistoso de pretemporada ante el Crewe Alexandra el 22 de julio.
González hizo su debut oficial en la fase previa de la Champions League 2006-07 para la fase de grupos el 9 de agosto contra el club israelí Maccabi Haifa, saliendo de la banca en el minuto 85' por Steven Gerrard y anotando el gol del triunfo al minutos 88 para sellar una victoria por 2-1 que les permitió seguir en el torneo, en el cual llegarían hasta la final, que perdieron por 2-1 ante el AC Milan. Marcó su primer gol en la Premier League en la victoria por 3-0 sobre Tottenham Hotspur el 23 de septiembre. Marcó su segundo gol con Liverpool el 10 de diciembre en la victoria 4-0 sobre Fulham, anotando de tiro libre el 4-0 en Anfield luego de estar tres semanas fuera por lesión.
Mark se lesionó en los primeros diez minutos de los cuartos de final de la Copa de la Liga 2006-07 contra el Arsenal el 9 de enero de 2007 como resultado de una falta contra Theo Walcott. Fue llevado en camilla junto con Luis García, quien también fue retirado lesionado más adelante en el partido cuando Liverpool perdió por 3-6. Jugó su último partido con los "reds" el 5 de mayo de 2007 ante el Fulham en una derrota por 1-0.
Sin embargo, no pudo conseguir continuidad en el club inglés, jugando 25 partidos en la liga inglesa, y anotando un pobre saldo de tres goles.

### Real Betis (2007-2009)
En mayo de 2007, el Liverpool FC declaró a Mark González como transferible, y se confirmó su traspaso al Real Betis Balompié, González confirmó que había firmado un contrato por 5 millones de euros con el Real Betis, que lo presentó a la prensa y a los aficionados el 17 de julio de 2007, con el cual debutó frente al actual campeón de la Champions League el AC Milan en un partido amistoso disputado en el Estadio Manuel Ruiz de Lopera, convirtiendo el único gol del partido, de penal en el Centenary Match frente a 55.000 aficionados. El 16 de febrero de 2008, Mark anotó en la histórica victoria por 2-1 sobre el Real Madrid marcando de cabeza al minuto 36 del primer tiempo un espectacular gol al conjunto merengue para sacar al Betis de la zona de descenso en La Liga. Finalmente marcó diez goles en 44 apariciones en el primer equipo para el club.
Tras dos temporadas en el club Bético, en agosto de 2009, el Real Betis Balompié hace oficial su traspaso al club ruso PFC CSKA Moscú, por casi 12 millones de dólares.

### CSKA Moscú (2009-2014)

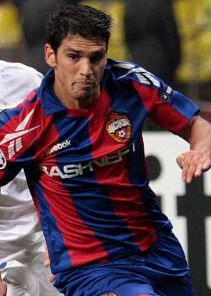
Mark en su paso por CSKA Moscú en 2010

En junio de 2009, tras el descenso del Real Betis, el equipo griegos Olympiacos hizo una oferta de 3 millones de euros para asegurarle un once inicial en su equipo para la próxima Champions League, pero CSKA Moscú ofreció € 6.5 millones y el 11 de agosto de 2009, firmó un contrato de cinco años con el club ruso. Debutó para el club el 16 de agosto de 2009 en un partido de liga frente al Lokomotiv Moscú, ingresando desde el banco en lugar de Gueorgui Schénnikov al minuto minutos y a los 2 minutos asistió a Alan Dzagoev; CSKA perdió el partido en el último minuto gracias a un gol Dmitri Sychov.
El 30 de agosto en un partido con FC Rostov se lesionó y estuvo un mes fuera de las canchas. Regresó el 26 de septiembre, y ya el 4 de octubre en un partido con FC Kuban Krasnodar anotó un doblete. Estos fueron sus primeros goles en el CSKA.
En su primera temporada con el CSKA en 2009, Mark jugó 14 partidos y anotó 4 goles, de los cuales 6 de esos partidos fueron en la Champions League 2009-10, el día 26 de febrero en donde el chileno convirtió un verdadero gol desde 37 metros por los octavos de final ida frente al Sevilla para el empate a 1 final en Andalucía, llave en la que el CSKA clasificó y llegaría hasta los cuartos de final de esa edición de Champions.
En la Temporada 2010 Mark se comenzaría a convertir en figura del cuadro ruso jugando 33 partidos y convirtiendo 6 goles a lo largo de la temporada. El 14 de mayo marcó un gol contra el defensor del título Rubin Kazán siendo este el único gol del encuentro y el 10 de noviembre marcó un gol contra el futuro campeón Zenit, CSKA ganó por 3-1. Y en diciembre de 2010 fue acusado erróneamente de violar a una mujer.
En la Temporada 2011-12 a pesar de jugar pocos partidos con el club ruso (7 partidos y 1 gol) logró la Copa de Rusia jugando 5 partidos y marcando 2 goles aunque ese mismo año sufrió una grave lesión en la cadera que lo dejó aproximadamente 13 meses fuera de las canchas llegando a tener 3 operaciones y realizarse un estudio en Estados Unidos en febrero de 2012.

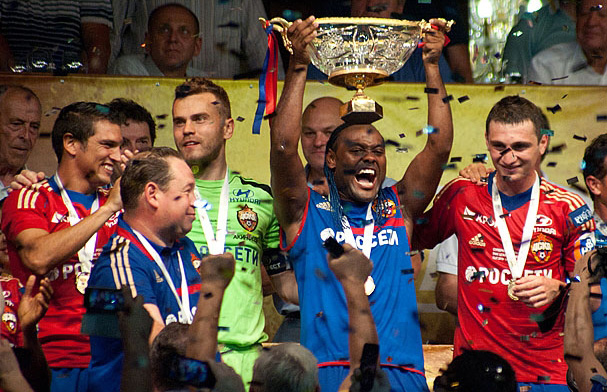
Mark celebra junto a su compañeros del CSKA Moscú la obtención de la Supercopa 2013, la Temporada 2012-13 estaría plagada de lesiones para el "Chico Mark" e inclusive se llegó a especular con su retiro.

Antes del comienzo de la Temporada 2012-13, Mark alternó entrenamientos en el equipo adulto y por separado. El 21 de julio de 2012, González volvió a jugar por primera vez desde el 30 de abril de 2011, entrando al campo de juego al minuto 87' en el partido contra el FC Rostov, triunfo de su equipo por 1-0. Sin embargo, en noviembre de 2012, Mark volvió a sufrir una grave lesión con hemorragia en el músculo del muslo. Más tarde, el futbolista dijo que incluso comenzó a pensar en el retiro Evgeny Giner (Presidente del CSKA) llegó a decir que es el momento "para colgar las botas", pero el médico y el entrenador de fútbol Leonid Slutsky confirmó que Mark estaba dispuesto aún nuevo tratamiento y que era capaz de volver campo de juego. En abril de 2013, volvió a entrenar en su equipo pero esta vez con los juveniles del CSKA y finalmente se coronó campeón Premier League de Rusia, Copa de Rusia y Supercopa de Rusia, logrando un triplete local (Liga, Copa y Supercopa) en esa temporada jugó un total de 12 partidos.
Recién para la Temporada 2013-14 reapareció en las canchas el 17 de julio de 2013 ingresando al minuto 82' por la primera fecha de la liga rusa contra el Ural FC en el primer partido de la temporada que finalizó con una igualdad a dos y en un partido de la tercera ronda contra el Lokomotiv Moscú triunfo del CSKA por 2-1 y en dicho encuentro Mark jugó como lateral izquierdo. En agosto, fue convocado nuevamente a la Selección chilena, para el partido contra Irán en Europa siendo banca durante todo el encuentro en la goleada por 6-0 de "La Roja". Volviendo a su club el jugador solo sería suplente hasta el final del 2013 y dijo que tenía la intención de dejar el equipo al final de la temporada debido al hecho de jugar poco, jugando solo 9 partidos en seis meses. En total, Mark González estuvo 718 días fuera de competición en su paso por el CSKA a causa de varias lesiones.
El 21 de enero de 2014 es enviado a préstamo a la Universidad Católica de Chile por un año, pero los directivos del CSKA no descartaron la posibilidad de su regreso al club después de la finalización de cesión. En diciembre de 2014, CSKA Moscú y Mark González llegaron a un mutuo acuerdo para la rescisión de su contrato.

### Regreso a Universidad Católica (2014-2015)
El 21 de enero de 2014 vuelve a la Universidad Católica el club que lo formó, por un préstamo por un año proveniente del CSKA Moscú y para luchar un cupo para el Mundial de Brasil luciendo la dorsal 19 en su presentación.

#### Temporada 2014
Hace su re-debut con "Los Cruzados" el 8 de febrero en la victoria por 0-1 sobre Cobresal por la sexta fecha del Torneo de Clausura 2014, ingresando a los 58 minutos en lugar del capitán Cristián Álvarez volviendo a jugar por el club de sus amores casi 10 años después de su último partido, finalmente los "Cruzados" ganaron por la cuenta mínima en El Cobre. Marcó su primer gol un fecha después en la goleada por 7-1 ante Huachipato en San Carlos y siendo este su primer partido como titular, anotó el 3-0 parcial al minuto 45', salió al 67' por Fernando "Chiki" Cordero bajo una ovación.
En su primer semestre vería poca acción con la UC jugando solo 4 partidos, logrando anotar un solo gol y estando apenas 212 minutos en el campo, su equipo terminaría segundo en el Clausura con 33 puntos en 17 fechas, 9 menos (42) que el campeón Colo-Colo.

#### Temporada 2014/15
En la Temporada 2014-15 volvería a jugar con regularidad después de tantos años con la llegada del técnico Julio César Falcioni volvió a la titular, a pesar de que no le fue bien en cuanto a resultados pero con Mario Salas se convertiría en titular indiscutido y figura del equipo de la franja.
Marcó su primer gol en el Apertura 2014 en la tercera fecha el 2 de agosto de 2014, anotando el 1-0 al minuto 22' en la goleada por 5-1 sobre Cobreloa, luego el 9 de agosto volvió a marcar en la caída por 1-2 sobre Ñublense.
Redebuto con los cruzados a nivel internacional el 21 de agosto por la Primera Fase de la Copa Sudamericana 2014 ante River Plate de Uruguay, cayendo por 1-0 de local con solitario gol de Michael Santos, Mark fue titular y salió al minuto 51' por Gonzalo Sepúlveda, la vuelta se jugó una semana más tarde en Uruguay el 27 de agosto donde el conjunto uruguayo golearía por 3-0 con goles de Santos, Garcia y Techera, en dicho partido los cruzados terminarían con dos expulsados (Alfonso Parot y Dario Bottinelli), González sería titular y saldría al 73' por Jose Luis Muñoz teniendo un discreto partido.
Redebuto en el Clásico universitario el 1 de noviembre por la decimotercera fecha cayendo estrepitosamente por 3-0 ante la Universidad de Chile en el Estadio Nacional donde sería titular y saldría al 62' por Darío Bottinelli, tres semanas después el 23 de noviembre por la Fecha 15 del Apertura 2014 en el Clásico Albo-Cruzado marcaría el 1-1 tras un tiro libre y finalmente Jaime Valdés marcaría el 2-1 final tras un latigazo desde afuera del área.
Jugaría trece partidos por el Torneo de Apertura y anotando 3 goles, jugando 980 minutos, su equipo no tendría buenos resultados finalizando en el puesto 14° de 18° con solo 18 puntos en 17 jornadas, ganando solo 5 partidos, mientras que por la Copa Sudamericana 2014 jugaría los dos partidos de la UC en el torneo continental.
Tras esto rescindiría su contrato con el CSKA de Moscú y firmaría un contrato con la UC por un año.
Marcó su primer gol en el Clausura 2015 en el triunfo por 3-2 sobre Deportes Antofagasta por la primera fecha el día 4 de enero de 2015 marcando un doblete saliendo al minuto 75' por Alfonso Parot y siendo la figura del compromiso, el 16 de enero volvería a marcar por partida doble en el triunfo por 3-1 sobre Cobreloa anotando el 1-0 tras pase largo de Roberto Gutiérrez y el 3-1 final barriendose dentro del área, logrando marcar 4 goles en la 3 primeras fechas, sus buenas actuaciones le valdrían ser nominado para Chile en un amistoso contra Estados Unidos de cara a la Copa América 2015 en enero.
El 15 de marzo marcó en la goleada por 5-0 sobre Barnechea por la fecha 11, el 5 de abril se jugaba el Clásico Universitario 180 entre Cruzados y Azules donde el "bulla" ganaría por 4-2 en San Carlos con triplete de Gustavo Canales por la Fecha 13 y con esto el equipo de Mario Salas hipotecaria su opciones al título, Mark ingresaría desde el banco al minuto 75' por "Ribery" Muñoz y finalmente perderían todas sus opciones de campeonar en la decimosexta fecha (Penúltima del campeonato) tras igualar a tres tantos con Deportes Iquique y Mark no jugó, luego de ir ganando 3-0 hasta en entretiempo y errar un penal para el 4-3 final, Cobresal sacó provecho de este y coronó campeón del fútbol chileno por primera vez en su historia al vencer por 3-2 a Barnechea.
Terminarían cuartos en el Torneo Clausura 2015 con 29 puntos y clasificándose a la Liguilla Pre-Sudamericana por un cupo a la Copa Sudamericana 2015 donde llegarían a la final enfrentándose a San Marcos, en la vuelta debían ganar por 2 goles para clasificarse tras perder 1-3 en el norte, en la vuelta ganarían por el mismo marcador en Santiago y todo se definió en penales donde los estudiantiles ganaron por un dramático 6-5 clasificándose a la Sudamericana, Mark ingreso al 68' por Michael Ríos y anotó el primer gol de penal en la tanda venciendo a Eduardo Lobos, finalmente Guillermo Maripán anotó el penal del triunfo.
Jugó 14 partidos de 21 por el Clausura anotando 5 goles, 13 por el campeonato y 1 por la liguilla, jugando la gran mayoría como extremo izquierdo y yendo de más a menos siendo frenado por las lesiones.

#### Temporada 2015/16
Para la Temporada 2015-16 vería menos acción producto de lesiones y suspensiones.
El 15 de agosto marcó su primer gol en el Apertura 2015 en la tercera fecha anotando el 2-1 de penal sobre Santiago Wanderers en la igualdad 2-2 en Valparaíso, el 19 de agosto se jugaba la vuelta de la Primera Fase de la Copa Sudamericana 2015 con Danubio FC en Uruguay donde la Católica ganó 2-1 (3-1 global) y Mark fue protagonista en el marcador ya que anotó el 2-1 final y gol de la clasificación al minuto 82 tras un disparo de Marco Medel que se desvió en él sentenciando la llave y tras ganar Uruguay la UC se convirtió en el segundo equipo chileno que gana en todos los países de Sudamérica por torneos continentales detrás de la "U", el 23 de agosto volvió a marcar con los cruzados en el triunfo por 2-1 sobre Universidad de Concepción anotando el 2-0 parcial tras conectar un tiro de esquina, el 27 de agosto se jugaba la Segunda fase ida de la Copa Sudamericana donde la UC se enfrentaba a Club Libertad en Chile donde caerían por 3-2 en un increíble partido tras ir ganando por 2-0 hasta el minuto 50', González anotó el 1-0 al minuto 9' tras un centro de Medel y luego de una mala salida del arquero dejando un rebote que el mundialista con Chile en Sudáfrica 2010 empujó al arco.
El 6 de septiembre marcó un doblete en el triunfo por 3-1 sobre Unión La Calera en un duelo pendiente por la fecha 2 del Torneo de Apertura, decretó el 2-1 de penal luego de que Lucas Giovini le atajara su penal anotando de rebote al minuto 83' el 3-1 final y luego al 87' sería expulsado tras una agresión a Jonathan Suazo recibiendo dos fechas de sanción y volviendo para el clásico ante Colo Colo, el 9 de septiembre se jugaban los octavos de final vuelta entre Católica y Cobreloa en San Carlos en la ida los loinos ganaron por 2-0 en Calama y los cruzados debían ganar por 3 goles para avanzar a la siguiente fase, ganarían por 2-0 tras gol de penal del "Chico Mark" al minuto 79' y esto llevaría a una definición a penales, Mark sería el segundo en patear en los cruzados y no fallaría anotando el 1-1 tras el penal errado de Tomás Costa, finalmente Walter Daniel Gómez anotó el 4-3 final que clasificó a los loinos a cuartos, el 17 de septiembre la UC viajó hasta Asunción con la misión de dar vuelta la llave ante Libertad pero eso no pasaría y caerían por la cuenta mínima quedando eliminados en segunda fase y Mark jugaría de titular saliendo al minuto 24' del primer tiempo por Michael Ríos por molestias físicas.
El 22 de noviembre se jugaba el Clásico universitario 181 en el Nacional donde cruzados y azules empataron 2-2 luego de que la U estuviera ganando durante gran parte del partido, al minuto 82' Mark anotó el 1-2 a favor de la UC y en los descuentos empataron y así no pudiendo alcanzar la cima quedando a un punto del líder Colo-Colo. El 6 de diciembre se jugaba la última fecha del Torneo de Apertura donde se enfrentaba a Audax Italiano en el Estadio La Florida con la opción de ser campeones si ganaban y esperar que Colo-Colo pierda o empate ante Wanderers en Valparaíso, finalmente terminaron perdiendo por 1-0 y Mark pudo empatar luego de perder un penal atajado por Nicolás Peric terminando segundos el Apertura con 32 puntos y clasificándose a la Liguilla Pre-Sudamericana para la Copa Sudamericana 2016.
Llegarían a la final de la liguilla derrotando a Palestino por 4-1 en la vuelta (5-3 global) y Mark jugó los 90 minutos volviendo a jugar desde la última fecha del Apertura.
Solo jugó 9 partidos de 19 posibles por el Torneo de Apertura 2015 aunque anotando 5 goles y perdiéndose gran parte de los partidos del campeonato por lesiones, de esos 9 ocho fueron por el campeonato y solo 1 por la Liguilla. Mientras que por la Copa Chile 2015 jugó 3 encuentros y marcó un gol y por la Copa Sudamericana 2015 jugó los 4 partidos de los cruzados en dicha en edición marcando dos veces.
Después del Torneo de Apertura 2015 no renovaría con la UC quedando como agente libre, su regreso a Católica quedaría marcado por su buen juego que fue frenado por las constantes lesiones que no lo dejaron jugar nunca con regularidad, en sus 2 años como cruzado jugó 39 partidos y anotó 9 goles.

### Sport Recife (2016)
Tras no renovar con la Universidad Católica, firma por el Sport Recife de Brasil firmando un contrato por dos años, siendo presentando el 4 de enero de 2016 luciendo la dorsal 11.
Debutó el 31 del mismo mes, jugando los 90 minutos, en la derrota por 1-0 ante Salgueiro Atlético Clube por el Campeonato Pernambucano 2016, primer partido del año, solo jugó un partido más antes de estar un mes de baja por una lesión en el muslo y totalizo un total de siete apariciones.
Hizo su debut en la Seria A el 14 de mayo comenzando la temporada con una derrota por 1-0 ante Flamengo siendo titular y saliendo a los 49 minutos por Serginho.
El 3 de agosto marcó su primer y único gol con Recife en el empate 1-1 ante América Mineiro por la decimoctava fecha de la Seria A.
El 27 de septiembre luego de las contantes lesiones y problemas físicos del jugador, Sport Recife y Mark González llegaron aún acuerdo para rescindir su contrato.

### Colo Colo (2017)
El 30 de diciembre de 2016, Mark firmó por Colo Colo, convirtiéndose en el primer refuezo de cara a la Copa Libertadores 2017 junto a Pedro Morales y Fernando Meza, a expresa petición del técnico Pablo Guede siendo presentando el 4 de enero de 2017 con la dorsal N.º 3.
Debutó el 18 de enero en un amistoso de cara a la Copa Libertadores y el Torneo de Clausura ante Atlético Cerro de Uruguay jugado en el Estadio Monumental ingresando al minuto 15' por el lesionado Jorge Araya entre pifias y catorce minutos después anotó su primer gol en el "cacique" tras un centro de Jaime Valdés cabeceo para marcar el 1-0, saldría al minuto 55' por Benjamín Berríos bajó una ovación y Ramón Ignacio Fernández marcaría el 2-1 final.
Su debut oficial con los "albos" fue el 12 de febrero al ingresar al minuto 81' por Brayan Vejar en la goleada por 4-0 sobre Audax Italiano por la segunda fecha del Clausura 2017, su primer partido como titular lo jugó dos semanas después el 26 de febrero en la igualdad a dos ante Deportes Temuco donde daría un centro a Andrés Vilches que término marcando un espectacular gol para el 1-0 parcial saldría al 53' por Vejar.
El 2 de abril los albos caerían por 3-2 ante Deportes Iquique en el norte y perderían la punta del campeonato, Mark sería titular como volante por izquierda recibiendo tarjeta amarilla al 14' y saliendo al minuto 59' por Branco Provoste, tras el partido no volvería a jugar por Colo-Colo.
Los albos terminarían segundos en el Clausura 2017 cediendo el título de forma increíble a la Universidad de Chile tras ir liderando gran parte del campeonato. En su estadía en los albos solo jugó 4 partidos estando 154 minutos en el campo de juego.
Tras el Clausura 2017 el jugador rescindiría su contrato con la institución, el 27 de julio en una entrevista a Fox Sports Chile el propio jugador declaró que fue "borrado" por el técnico, en dicha entrevista el jugador trato al estratega de "bipolar", "orgulloso" y "rencoroso".

### Magallanes (2018-2019)
El 1 de febrero de 2018 se oficializó su arribo a Magallanes de la Primera B de Chile luego de su polémica salida de Colo-Colo y tras estar 8 meses sin club.
Debutó el 11 de febrero de 2018 en el triunfo por 2-1 sobre Coquimbo Unido en el Estadio Municipal de San Bernardo por la segunda fecha del Campeonato Loto 2018 siendo el la Figura del partido al ingresar desde el entretiempo por Cristian Valenzuela y marco el 1-0 al minuto 59' y siete minutos más tarde asistió a José Luis García para el 2-1 final.
A fines 2019 anuncia su retiro del fútbol.

## Selección chilena
Debutó a nivel absoluto con la selección chilena el 8 de junio de 2003 en un duelo amistoso frente a Honduras.
El 21 de junio de 2010, durante la Copa Mundial de Sudáfrica, anotó el gol del triunfo de Chile frente a Suiza, marcando un histórico gol tras asistencia de Esteban Paredes.
En 2012, fue nuevamente convocado por el técnico Claudio Borghi, para los partidos ante sus similares de Ecuador y Argentina, donde jugó en ambos duelos. Sin embargo, no tuvo un buen rendimiento, en parte por venir saliendo de una lesión que lo mantuvo alejado de las canchas por más de un año. En el año 2013, volvió a ser convocado para tres partidos, dos de ellos para la Clasificatorias Brasil 2014, contra Paraguay y Bolivia, y para una amistoso contra Irak, en los tres partidos permaneció en el banco de suplentes.
El año 2014 fue nominado para un amistoso contra Costa Rica, donde también permaneció en el banco.
Fue en el año 2015, donde recuperó en parte su nivel futbolístico, lo que lo llevó a ser considerado por el técnico Jorge Sampaoli para disputar el amistoso contra Estados Unidos en el Estadio El Teniente, el 28 de enero Mark partió de titular y volvió a jugar por Chile después de más de 2 años (Su último partido fue el 16 de octubre de 2012 contra Argentina), siendo la Figura del Partido, ya que en el 1-1 parcial asistió a Roberto Gutiérrez de cabeza tras desbordar por izquierda, anotó el 2-2 parcial, y cerró el triunfo por 3-2 al 75', anotando un doblete, salió al minuto 89 por Angelo Sagal bajo una ovación.
En marzo del mismo año, Sampaoli lo convoca para los amistosos contra Irán y Brasil, en el primer partido fue titular en la derrota por 2-0, saliendo al 61 por Roberto Gutiérrez, en el segundo el 29 de marzo, ingreso al minuto 82' por Eugenio Mena, La Roja cayó por 1-0 ante los brasileños y de esta manera cerraba con dos derrotas su gira europea.

### Copa América Centenario
El 2 de junio de 2016 es convocado por Juan Antonio Pizzi de urgencia para sustituir al lesionado Matías Fernández de cara a la Copa América Centenario celebrada en Estados Unidos.
Mark debutó el 18 de junio en los cuartos de final, en el histórico triunfo por 7-0 de Chile sobre México, ingresando al 72' por Jean Beausejour, participando en la jugada del sexto gol, centrando a Edson Puch quien le dio al palo y Eduardo Vargas aprovechó el rebote para anotar el sexto gol.
Después en las Semifinales el día 22 de junio, La Roja derrotó por 2-0 a Colombia en Chicago, Mark ingreso al minuto 87' por Eduardo Vargas, para mantener el resultado.
Finalmente, Chile derrotó nuevamente en la final a Argentina por 4-2, tras empatar 0-0 en los 120 minutos.
Speedy Mark jugó 2 partidos en la Copa América Centenario, jugando tan solo 21 minutos, pero formando parte del plantel que salió Bicampeón de América en Estados Unidos.

### Clasificatorias Rusia 2018
En octubre de 2015, es convocado por Jorge Sampaoli para la doble fecha de las Clasificatorias Rusia 2018 ante Brasil y Perú.
Mark debutó en estas Clasificatorias el 8 de octubre ingresando al minuto 40' por Francisco Silva, antes de su ingreso la formación de Chile era 3-4-1-2, cambio a 4-3-1-2, con Mark como volante por izquierda, junto a Jean Beausejour, González jugó un buen partido, haciendo dupla con Jean por izquierda y anulando a Dani Alves, finalmente Chile ganó por 2-0 empezando con tres puntos de oro y La Roja volvía a derrotar a la Scratch después de 15 años.
El 13 de octubre, Chile derrotó por 4-3 a Perú en Lima y conseguía 6 puntos de 6 posibles en las dos primeras fechas, Mark fue titular y jugó todo el partido en el mediocampo junto a Díaz y Vidal.
Luego, el 17 de noviembre, Mark es titular en la derrota por 3-0 ante Uruguay en la fecha 4, jugando de titular, teniendo un opaco partido y saliendo al 66' por Beausejour.
Tras la llegada del técnico Juan Antonio Pizzi no volvió a ser nominado.
Disputó 3 partidos en las Clasificatorias Rusia 2018, estuvo 185 minutos en cancha.

#### Participaciones en Copa América
| Torneo                  | Sede           | Resultado        | Partidos | Goles |
| ----------------------- | -------------- | ---------------- | -------- | ----- |
| Copa América 2004       | Perú           | Primera fase     | 0        | 0     |
| Copa América 2007       | Venezuela      | Cuartos de final | 4        | 0     |
| Copa América Centenario | Estados Unidos | Campeón          | 2        | 0     |

#### Participaciones en Copas del Mundo
| Mundial                        | Sede      | Resultado        | PJ | Goles |
| ------------------------------ | --------- | ---------------- | -- | ----- |
| Copa Mundial de Fútbol de 2010 | Sudáfrica | Octavos de final | 4  | 1     |

#### Participaciones en Clasificatorias a Copas del Mundo
| Eliminatorias                | País      | Resultado   | Posición | Partidos | Goles |
| ---------------------------- | --------- | ----------- | -------- | -------- | ----- |
| Eliminatorias Alemania 2006  | Alemania  | Eliminado   | 7.º      | 8        | 1     |
| Eliminatorias Sudáfrica 2010 | Sudáfrica | Clasificado | 2.º      | 13       | 0     |
| Eliminatorias Brasil 2014    | Brasil    | Clasificado | 3.º      | 2        | 0     |
| Eliminatorias Rusia 2018     | Rusia     | Eliminado   | 6.º      | 3        | 0     |

### Partidos internacionales
Actualizado hasta el 22 de junio de 2016.
| \| N.º \| Fecha \| Estadio \| Local \| Resultado \| Visitante \| Goles \| Competición \| \| ----- \| ------------------------ \| --------------------------------------------------------------- \| ---------------------- \| --------- \| ----------------- \| ----------------- \| -------------------------------- \| \| 1 \| 8 de junio de 2003 \| Estadio Ricardo Saprissa, San José, Costa Rica \| Costa Rica \| 1-0 \| Chile \| \| Amistoso \| \| 2 \| 11 de junio de 2003 \| Estadio Olímpico Metropolitano, San Pedro Sula, Honduras \| Honduras \| 1-2 \| Chile \| Anotado \| Amistoso \| \| 3 \| 20 de agosto de 2003 \| Minyuan Stadium, Tianjin, China \| China \| 0-0 \| Chile \| \| Amistoso \| \| 4 \| 6 de septiembre de 2003 \| Estadio Monumental, Buenos Aires, Argentina \| Argentina \| 2-2 \| Chile \| \| Clasificatorias a Alemania 2006 \| \| 5 \| 15 de noviembre de 2003 \| Estadio Centenario, Montevideo, Uruguay \| Uruguay \| 2-1 \| Chile \| \| Clasificatorias a Alemania 2006 \| \| 6 \| 18 de febrero de 2004 \| Home Depot Center, California, Estados Unidos \| México \| 1-1 \| Chile \| \| Amistoso \| \| 7 \| 30 de marzo de 2004 \| Estadio Hernando Siles, La Paz, Bolivia \| Bolivia \| 0-2 \| Chile \| Anotado \| Clasificatorias a Alemania 2006 \| \| 8 \| 1 de junio de 2004 \| Estadio Polideportivo de Pueblo Nuevo, San Cristóbal, Venezuela \| Venezuela \| 0-1 \| Chile \| \| Clasificatorias a Alemania 2006 \| \| 9 \| 6 de junio de 2004 \| Estadio Nacional, Santiago, Chile \| Chile \| 1-1 \| Brasil \| \| Clasificatorias a Alemania 2006 \| \| 10 \| 17 de noviembre de 2004 \| Estadio Nacional, Lima, Perú \| Perú \| 2-1 \| Chile \| \| Clasificatorias a Alemania 2006 \| \| 11 \| 9 de febrero de 2005 \| Estadio Sausalito, Viña del Mar, Chile \| Chile \| 3-0 \| Ecuador \| Anotado \| Amistoso \| \| 12 \| 26 de marzo de 2005 \| Estadio Nacional, Santiago, Chile \| Chile \| 1-1 \| Uruguay \| \| Clasificatorias a Alemania 2006 \| \| 13 \| 30 de marzo de 2005 \| Estadio Defensores del Chaco, Asunción, Paraguay \| Paraguay \| 2-1 \| Chile \| \| Clasificatorias a Alemania 2006 \| \| 14 \| 24 de mayo de 2006 \| Lansdowne Road, Dublín, Irlanda \| Irlanda \| 0-1 \| Chile \| \| Amistoso \| \| 15 \| 7 de febrero de 2007 \| Estadio José Encarnación Romero, Maracaibo, Venezuela \| Venezuela \| 0-1 \| Chile \| \| Amistoso \| \| 16 \| 24 de marzo de 2007 \| Estadio Ullevi, Gotemburgo, Suecia \| Brasil \| 4-0 \| Chile \| \| Amistoso \| \| 17 \| 28 de junio de 2007 \| Estadio Cachamay, Puerto Ordaz, Venezuela \| Ecuador \| 2-3 \| Chile \| \| Copa América 2007 \| \| 18 \| 1 de julio de 2007 \| Estadio Monumental, Maturín, Venezuela \| Brasil \| 3-0 \| Chile \| \| Copa América 2007 \| \| 19 \| 4 de julio de 2007 \| Estadio José Antonio Anzoátegui, Puerto La Cruz, Venezuela \| México \| 0-0 \| Chile \| \| Copa América 2007 \| \| 20 \| 7 de julio de 2007 \| Estadio José Antonio Anzoátegui, Puerto La Cruz, Venezuela \| Chile \| 1-6 \| Brasil \| \| Copa América 2007 \| \| 21 \| 11 de septiembre de 2007 \| Estadio Ernst Happel, Viena, Austria \| Austria \| 0-2 \| Chile \| \| Amistoso \| \| 22 \| 13 de octubre de 2007 \| Estadio Monumental, Buenos Aires, Argentina \| Argentina \| 2-0 \| Chile \| \| Clasificatorias a Sudáfrica 2010 \| \| 23 \| 17 de octubre de 2007 \| Estadio Nacional Julio Martínez Prádanos, Santiago, Chile \| Chile \| 2-0 \| Perú \| \| Clasificatorias a Sudáfrica 2010 \| \| 24 \| 26 de marzo de 2008 \| Ramat Gan Stadium, Ramat Gan, Israel \| Israel \| 1-0 \| Chile \| \| Amistoso \| \| 25 \| 4 de junio de 2008 \| Estadio El Teniente, Rancagua, Chile \| Chile \| 2-0 \| Guatemala \| \| Amistoso \| \| 26 \| 15 de junio de 2008 \| Estadio Hernando Siles, La Paz, Bolivia \| Bolivia \| 0-2 \| Chile \| \| Clasificatorias a Sudáfrica 2010 \| \| 27 \| 19 de junio de 2008 \| Estadio José Antonio Anzoátegui, Puerto La Cruz, Venezuela \| Venezuela \| 2-3 \| Chile \| \| Clasificatorias a Sudáfrica 2010 \| \| 28 \| 20 de agosto de 2008 \| Estadio İsmetpaşa, İzmit, Turquía \| Turquía \| 1-0 \| Chile \| \| Amistoso \| \| 29 \| 7 de septiembre de 2008 \| Estadio Nacional Julio Martínez Prádanos, Santiago, Chile \| Chile \| 0-3 \| Brasil \| \| Clasificatorias a Sudáfrica 2010 \| \| 30 \| 10 de septiembre de 2008 \| Estadio Nacional Julio Martínez Prádanos, Santiago, Chile \| Chile \| 4-0 \| Colombia \| \| Clasificatorias a Sudáfrica 2010 \| \| 31 \| 12 de octubre de 2008 \| Estadio Olímpico Atahualpa, Quito, Ecuador \| Ecuador \| 1-0 \| Chile \| \| Clasificatorias a Sudáfrica 2010 \| \| 32 \| 15 de octubre de 2008 \| Estadio Nacional Julio Martínez Prádanos, Santiago, Chile \| Chile \| 1-0 \| Argentina \| \| Clasificatorias a Sudáfrica 2010 \| \| 33 \| 11 de febrero de 2009 \| Estadio Peter Mokaba, Polokwane, Sudáfrica \| Sudáfrica \| 0-2 \| Chile \| \| Amistoso \| \| 34 \| 29 de marzo de 2009 \| Estadio Monumental, Lima, Perú \| Perú \| 1-3 \| Chile \| \| Clasificatorias a Sudáfrica 2010 \| \| 35 \| 1 de abril de 2009 \| Estadio Nacional Julio Martínez Prádanos, Santiago, Chile \| Chile \| 0-0 \| Uruguay \| \| Clasificatorias a Sudáfrica 2010 \| \| 36 \| 6 de junio de 2009 \| Estadio Defensores del Chaco, Asunción, Paraguay \| Paraguay \| 0-2 \| Chile \| \| Clasificatorias a Sudáfrica 2010 \| \| 37 \| 10 de junio de 2009 \| Estadio Nacional Julio Martínez Prádanos, Santiago, Chile \| Chile \| 4-0 \| Bolivia \| \| Clasificatorias a Sudáfrica 2010 \| \| 38 \| 10 de octubre de 2009 \| Estadio Atanasio Girardot, Medellín, Colombia \| Colombia \| 2-4 \| Chile \| \| Clasificatorias a Sudáfrica 2010 \| \| 39 \| 31 de mayo de 2010 \| Estadio Bicentenario Municipal Nelson Oyarzún, Chillán, Chile \| Chile \| 1-0 \| Irlanda del Norte \| \| Amistoso \| \| 40 \| 16 de junio de 2010 \| Estadio Mbombela, Nelspruit, Sudáfrica \| Chile \| 1-0 \| Honduras \| \| Copa Mundial de Fútbol 2010 \| \| 41 \| 21 de junio de 2010 \| Nelson Mandela Bay Stadium, Port Elizabeth, Sudáfrica \| Chile \| 1-0 \| Suiza \| Anotado \| Copa Mundial de Fútbol 2010 \| \| 42 \| 25 de junio de 2010 \| Estadio Loftus Versfeld, Pretoria, Sudáfrica \| Chile \| 1-2 \| España \| \| Copa Mundial de Fútbol 2010 \| \| 43 \| 28 de junio de 2010 \| Estadio Ellis Park, Johannesburgo, Sudáfrica \| Brasil \| 3-0 \| Chile \| \| Copa Mundial de Fútbol 2010 \| \| 44 \| 9 de octubre de 2010 \| Estadio Sheikh Zayed, Abu Dabi, Emiratos Árabes Unidos \| Emiratos Árabes Unidos \| 0-2 \| Chile \| \| Amistoso \| \| 45 \| 12 de octubre de 2010 \| Estadio de la Policía Real de Omán, Mascate, Omán \| Omán \| 0-1 \| Chile \| \| Amistoso \| \| 46 \| 17 de noviembre de 2010 \| Estadio Monumental, Santiago, Chile \| Chile \| 2-0 \| Uruguay \| \| Amistoso \| \| 47 \| 12 de octubre de 2012 \| Estadio Olímpico Atahualpa, Quito, Ecuador \| Ecuador \| 3-1 \| Chile \| \| Clasificatorias a Brasil 2014 \| \| 48 \| 16 de octubre de 2012 \| Estadio Nacional Julio Martínez Prádanos, Santiago, Chile \| Chile \| 1-2 \| Argentina \| \| Clasificatorias a Brasil 2014 \| \| 49 \| 28 de enero de 2015 \| Estadio El Teniente, Rancagua, Chile \| Chile \| 3-2 \| Estados Unidos \| Anotado · Anotado \| Amistoso \| \| 50 \| 26 de marzo de 2015 \| NV Arena, Sankt Pölten, Austria \| Irán \| 2-0 \| Chile \| \| Amistoso \| \| 51 \| 29 de marzo de 2015 \| Emirates Stadium, Londres, Inglaterra \| Brasil \| 1-0 \| Chile \| \| Amistoso \| \| 52 \| 8 de octubre de 2015 \| Estadio Nacional Julio Martínez Prádanos, Santiago, Chile \| Chile \| 2-0 \| Brasil \| \| Clasificatorias a Rusia 2018 \| \| 53 \| 13 de octubre de 2015 \| Estadio Nacional, Lima, Perú \| Perú \| 3-4 \| Chile \| \| Clasificatorias a Rusia 2018 \| \| 54 \| 17 de noviembre de 2015 \| Estadio Centenario, Montevideo, Uruguay \| Uruguay \| 3-0 \| Chile \| \| Clasificatorias a Rusia 2018 \| \| 55 \| 18 de junio de 2016 \| Levi's Stadium, Santa Clara, Estados Unidos \| México \| 0-7 \| Chile \| \| Copa América Centenario \| \| 56 \| 22 de junio de 2016 \| Soldier Field, Chicago, Estados Unidos \| Colombia \| 0-2 \| Chile \| \| Copa América Centenario \| \| Total \| \| \| Presencias \| 56 \| Goles \| 6 \| \| |                          |                                                                 |                        |           |                   |                   |                                  |
| N.º | Fecha                    | Estadio                                                         | Local                  | Resultado | Visitante         | Goles             | Competición                      |
| 1 | 8 de junio de 2003       | Estadio Ricardo Saprissa, San José, Costa Rica                  | Costa Rica             | 1-0       | Chile             |                   | Amistoso                         |
| 2 | 11 de junio de 2003      | Estadio Olímpico Metropolitano, San Pedro Sula, Honduras        | Honduras               | 1-2       | Chile             | Anotado           | Amistoso                         |
| 3 | 20 de agosto de 2003     | Minyuan Stadium, Tianjin, China                                 | China                  | 0-0       | Chile             |                   | Amistoso                         |
| 4 | 6 de septiembre de 2003  | Estadio Monumental, Buenos Aires, Argentina                     | Argentina              | 2-2       | Chile             |                   | Clasificatorias a Alemania 2006  |
| 5 | 15 de noviembre de 2003  | Estadio Centenario, Montevideo, Uruguay                         | Uruguay                | 2-1       | Chile             |                   | Clasificatorias a Alemania 2006  |
| 6 | 18 de febrero de 2004    | Home Depot Center, California, Estados Unidos                   | México                 | 1-1       | Chile             |                   | Amistoso                         |
| 7 | 30 de marzo de 2004      | Estadio Hernando Siles, La Paz, Bolivia                         | Bolivia                | 0-2       | Chile             | Anotado           | Clasificatorias a Alemania 2006  |
| 8 | 1 de junio de 2004       | Estadio Polideportivo de Pueblo Nuevo, San Cristóbal, Venezuela | Venezuela              | 0-1       | Chile             |                   | Clasificatorias a Alemania 2006  |
| 9 | 6 de junio de 2004       | Estadio Nacional, Santiago, Chile                               | Chile                  | 1-1       | Brasil            |                   | Clasificatorias a Alemania 2006  |
| 10 | 17 de noviembre de 2004  | Estadio Nacional, Lima, Perú                                    | Perú                   | 2-1       | Chile             |                   | Clasificatorias a Alemania 2006  |
| 11 | 9 de febrero de 2005     | Estadio Sausalito, Viña del Mar, Chile                          | Chile                  | 3-0       | Ecuador           | Anotado           | Amistoso                         |
| 12 | 26 de marzo de 2005      | Estadio Nacional, Santiago, Chile                               | Chile                  | 1-1       | Uruguay           |                   | Clasificatorias a Alemania 2006  |
| 13 | 30 de marzo de 2005      | Estadio Defensores del Chaco, Asunción, Paraguay                | Paraguay               | 2-1       | Chile             |                   | Clasificatorias a Alemania 2006  |
| 14 | 24 de mayo de 2006       | Lansdowne Road, Dublín, Irlanda                                 | Irlanda                | 0-1       | Chile             |                   | Amistoso                         |
| 15 | 7 de febrero de 2007     | Estadio José Encarnación Romero, Maracaibo, Venezuela           | Venezuela              | 0-1       | Chile             |                   | Amistoso                         |
| 16 | 24 de marzo de 2007      | Estadio Ullevi, Gotemburgo, Suecia                              | Brasil                 | 4-0       | Chile             |                   | Amistoso                         |
| 17 | 28 de junio de 2007      | Estadio Cachamay, Puerto Ordaz, Venezuela                       | Ecuador                | 2-3       | Chile             |                   | Copa América 2007                |
| 18 | 1 de julio de 2007       | Estadio Monumental, Maturín, Venezuela                          | Brasil                 | 3-0       | Chile             |                   | Copa América 2007                |
| 19 | 4 de julio de 2007       | Estadio José Antonio Anzoátegui, Puerto La Cruz, Venezuela      | México                 | 0-0       | Chile             |                   | Copa América 2007                |
| 20 | 7 de julio de 2007       | Estadio José Antonio Anzoátegui, Puerto La Cruz, Venezuela      | Chile                  | 1-6       | Brasil            |                   | Copa América 2007                |
| 21 | 11 de septiembre de 2007 | Estadio Ernst Happel, Viena, Austria                            | Austria                | 0-2       | Chile             |                   | Amistoso                         |
| 22 | 13 de octubre de 2007    | Estadio Monumental, Buenos Aires, Argentina                     | Argentina              | 2-0       | Chile             |                   | Clasificatorias a Sudáfrica 2010 |
| 23 | 17 de octubre de 2007    | Estadio Nacional Julio Martínez Prádanos, Santiago, Chile       | Chile                  | 2-0       | Perú              |                   | Clasificatorias a Sudáfrica 2010 |
| 24 | 26 de marzo de 2008      | Ramat Gan Stadium, Ramat Gan, Israel                            | Israel                 | 1-0       | Chile             |                   | Amistoso                         |
| 25 | 4 de junio de 2008       | Estadio El Teniente, Rancagua, Chile                            | Chile                  | 2-0       | Guatemala         |                   | Amistoso                         |
| 26 | 15 de junio de 2008      | Estadio Hernando Siles, La Paz, Bolivia                         | Bolivia                | 0-2       | Chile             |                   | Clasificatorias a Sudáfrica 2010 |
| 27 | 19 de junio de 2008      | Estadio José Antonio Anzoátegui, Puerto La Cruz, Venezuela      | Venezuela              | 2-3       | Chile             |                   | Clasificatorias a Sudáfrica 2010 |
| 28 | 20 de agosto de 2008     | Estadio İsmetpaşa, İzmit, Turquía                               | Turquía                | 1-0       | Chile             |                   | Amistoso                         |
| 29 | 7 de septiembre de 2008  | Estadio Nacional Julio Martínez Prádanos, Santiago, Chile       | Chile                  | 0-3       | Brasil            |                   | Clasificatorias a Sudáfrica 2010 |
| 30 | 10 de septiembre de 2008 | Estadio Nacional Julio Martínez Prádanos, Santiago, Chile       | Chile                  | 4-0       | Colombia          |                   | Clasificatorias a Sudáfrica 2010 |
| 31 | 12 de octubre de 2008    | Estadio Olímpico Atahualpa, Quito, Ecuador                      | Ecuador                | 1-0       | Chile             |                   | Clasificatorias a Sudáfrica 2010 |
| 32 | 15 de octubre de 2008    | Estadio Nacional Julio Martínez Prádanos, Santiago, Chile       | Chile                  | 1-0       | Argentina         |                   | Clasificatorias a Sudáfrica 2010 |
| 33 | 11 de febrero de 2009    | Estadio Peter Mokaba, Polokwane, Sudáfrica                      | Sudáfrica              | 0-2       | Chile             |                   | Amistoso                         |
| 34 | 29 de marzo de 2009      | Estadio Monumental, Lima, Perú                                  | Perú                   | 1-3       | Chile             |                   | Clasificatorias a Sudáfrica 2010 |
| 35 | 1 de abril de 2009       | Estadio Nacional Julio Martínez Prádanos, Santiago, Chile       | Chile                  | 0-0       | Uruguay           |                   | Clasificatorias a Sudáfrica 2010 |
| 36 | 6 de junio de 2009       | Estadio Defensores del Chaco, Asunción, Paraguay                | Paraguay               | 0-2       | Chile             |                   | Clasificatorias a Sudáfrica 2010 |
| 37 | 10 de junio de 2009      | Estadio Nacional Julio Martínez Prádanos, Santiago, Chile       | Chile                  | 4-0       | Bolivia           |                   | Clasificatorias a Sudáfrica 2010 |
| 38 | 10 de octubre de 2009    | Estadio Atanasio Girardot, Medellín, Colombia                   | Colombia               | 2-4       | Chile             |                   | Clasificatorias a Sudáfrica 2010 |
| 39 | 31 de mayo de 2010       | Estadio Bicentenario Municipal Nelson Oyarzún, Chillán, Chile   | Chile                  | 1-0       | Irlanda del Norte |                   | Amistoso                         |
| 40 | 16 de junio de 2010      | Estadio Mbombela, Nelspruit, Sudáfrica                          | Chile                  | 1-0       | Honduras          |                   | Copa Mundial de Fútbol 2010      |
| 41 | 21 de junio de 2010      | Nelson Mandela Bay Stadium, Port Elizabeth, Sudáfrica           | Chile                  | 1-0       | Suiza             | Anotado           | Copa Mundial de Fútbol 2010      |
| 42 | 25 de junio de 2010      | Estadio Loftus Versfeld, Pretoria, Sudáfrica                    | Chile                  | 1-2       | España            |                   | Copa Mundial de Fútbol 2010      |
| 43 | 28 de junio de 2010      | Estadio Ellis Park, Johannesburgo, Sudáfrica                    | Brasil                 | 3-0       | Chile             |                   | Copa Mundial de Fútbol 2010      |
| 44 | 9 de octubre de 2010     | Estadio Sheikh Zayed, Abu Dabi, Emiratos Árabes Unidos          | Emiratos Árabes Unidos | 0-2       | Chile             |                   | Amistoso                         |
| 45 | 12 de octubre de 2010    | Estadio de la Policía Real de Omán, Mascate, Omán               | Omán                   | 0-1       | Chile             |                   | Amistoso                         |
| 46 | 17 de noviembre de 2010  | Estadio Monumental, Santiago, Chile                             | Chile                  | 2-0       | Uruguay           |                   | Amistoso                         |
| 47 | 12 de octubre de 2012    | Estadio Olímpico Atahualpa, Quito, Ecuador                      | Ecuador                | 3-1       | Chile             |                   | Clasificatorias a Brasil 2014    |
| 48 | 16 de octubre de 2012    | Estadio Nacional Julio Martínez Prádanos, Santiago, Chile       | Chile                  | 1-2       | Argentina         |                   | Clasificatorias a Brasil 2014    |
| 49 | 28 de enero de 2015      | Estadio El Teniente, Rancagua, Chile                            | Chile                  | 3-2       | Estados Unidos    | Anotado · Anotado | Amistoso                         |
| 50 | 26 de marzo de 2015      | NV Arena, Sankt Pölten, Austria                                 | Irán                   | 2-0       | Chile             |                   | Amistoso                         |
| 51 | 29 de marzo de 2015      | Emirates Stadium, Londres, Inglaterra                           | Brasil                 | 1-0       | Chile             |                   | Amistoso                         |
| 52 | 8 de octubre de 2015     | Estadio Nacional Julio Martínez Prádanos, Santiago, Chile       | Chile                  | 2-0       | Brasil            |                   | Clasificatorias a Rusia 2018     |
| 53 | 13 de octubre de 2015    | Estadio Nacional, Lima, Perú                                    | Perú                   | 3-4       | Chile             |                   | Clasificatorias a Rusia 2018     |
| 54 | 17 de noviembre de 2015  | Estadio Centenario, Montevideo, Uruguay                         | Uruguay                | 3-0       | Chile             |                   | Clasificatorias a Rusia 2018     |
| 55 | 18 de junio de 2016      | Levi's Stadium, Santa Clara, Estados Unidos                     | México                 | 0-7       | Chile             |                   | Copa América Centenario          |
| 56 | 22 de junio de 2016      | Soldier Field, Chicago, Estados Unidos                          | Colombia               | 0-2       | Chile             |                   | Copa América Centenario          |
| Total |                          |                                                                 | Presencias             | 56        | Goles             | 6                 |                                  |

| Selección chilena | Selección chilena | Selección chilena |
| Año               | Partidos          | Goles             |
| ----------------- | ----------------- | ----------------- |
| 2003              | 5                 | 1                 |
| 2004              | 5                 | 1                 |
| 2005              | 3                 | 1                 |
| 2006              | 1                 | 0                 |
| 2007              | 9                 | 0                 |
| 2008              | 9                 | 0                 |
| 2009              | 6                 | 0                 |
| 2010              | 8                 | 1                 |
| 2012              | 2                 | 0                 |
| 2015              | 6                 | 2                 |
| 2016              | 2                 | 0                 |
| Total             | 56                | 6                 |

## Estadísticas

### Clubes
| Club                               | Div.          | Temporada     | Liga  | Liga  | Regional | Regional | Copas | Copas | Internacional | Internacional | Total | Total | Media goleadora |
| Club                               | Div.          | Temporada     | Part. | Goles | Part.    | Goles    | Part. | Goles | Part.         | Goles         | Part. | Goles | Media goleadora |
| ---------------------------------- | ------------- | ------------- | ----- | ----- | -------- | -------- | ----- | ----- | ------------- | ------------- | ----- | ----- | --------------- |
| C. D. Universidad Católica · Chile | 1.ª           | 2002          | 6     | 0     | —        | —        | —     | —     | —             | —             | 6     | 0     | 0.0             |
| C. D. Universidad Católica · Chile | 1.ª           | 2003          | 28    | 7     | —        | —        | 4     | 2     | 3             | 0             | 35    | 9     | 0.26            |
| C. D. Universidad Católica · Chile | 1.ª           | 2004          | 8     | 1     | —        | —        | —     | —     | —             | —             | 8     | 1     | 0.13            |
| Albacete Balompié · España         | 1.ª           | 2004-05       | 25    | 5     | —        | —        | —     | —     | —             | —             | 25    | 5     | 0.2             |
| Albacete Balompié · España         | Total club    | Total club    | 25    | 5     | 0        | 0        | 0     | 0     | 0             | 0             | 25    | 5     | 0.2             |
| Real Sociedad · España             | 1.ª           | 2005-06       | 16    | 5     | —        | —        | —     | —     | —             | —             | 16    | 5     | 0.31            |
| Real Sociedad · España             | Total club    | Total club    | 16    | 5     | 0        | 0        | 0     | 0     | 0             | 0             | 16    | 5     | 0.31            |
| Liverpool F. C. Inglaterra         | 1.ª           | 2006-07       | 25    | 2     | —        | —        | 3     | 0     | 8             | 1             | 36    | 3     | 0.08            |
| Liverpool F. C. Inglaterra         | Total club    | Total club    | 25    | 2     | 0        | 0        | 3     | 0     | 8             | 1             | 36    | 3     | 0.08            |
| Real Betis Balompié · España       | 1.ª           | 2007-08       | 24    | 6     | —        | —        | 1     | 1     | —             | —             | 25    | 7     | 0.28            |
| Real Betis Balompié · España       | 1.ª           | 2008-09       | 20    | 4     | —        | —        | 1     | 0     | —             | —             | 21    | 4     | 0.19            |
| Real Betis Balompié · España       | Total club    | Total club    | 44    | 10    | 0        | 0        | 2     | 1     | 0             | 0             | 46    | 11    | 0.24            |
| CSKA Moscú · Rusia                 | 1.ª           | 2009          | 5     | 2     | —        | —        | —     | —     | 1             | 0             | 6     | 2     | 0.33            |
| CSKA Moscú · Rusia                 | 1.ª           | 2010          | 21    | 3     | —        | —        | 3     | 0     | 12            | 3             | 36    | 6     | 0.17            |
| CSKA Moscú · Rusia                 | 1.ª           | 2011-12       | 5     | 2     | —        | —        | —     | —     | —             | —             | 5     | 2     | 0.4             |
| CSKA Moscú · Rusia                 | 1.ª           | 2012-13       | 11    | 0     | —        | —        | —     | —     | 2             | 0             | 13    | 0     | 0.0             |
| CSKA Moscú · Rusia                 | 1.ª           | 2013-14       | 7     | 0     | —        | —        | 1     | 0     | 1             | 0             | 9     | 0     | 0.0             |
| CSKA Moscú · Rusia                 | Total club    | Total club    | 49    | 7     | 0        | 0        | 4     | 0     | 16            | 3             | 69    | 10    | 0.14            |
| C. D. Universidad Católica · Chile | 1.ª           | 2013-14       | 4     | 1     | —        | —        | —     | —     | —             | —             | 4     | 1     | 0.25            |
| C. D. Universidad Católica · Chile | 1.ª           | 2014-15       | 27    | 8     | —        | —        | —     | —     | 2             | 0             | 29    | 8     | 0.28            |
| C. D. Universidad Católica · Chile | 1.ª           | 2015-16       | 9     | 5     | —        | —        | 3     | 1     | 4             | 2             | 16    | 8     | 0.5             |
| C. D. Universidad Católica · Chile | Total club    | Total club    | 82    | 22    | 0        | 0        | 7     | 3     | 9             | 2             | 98    | 27    | 0.28            |
| Sport Recife · Brasil              | 1.ª           | 2016          | 8     | 1     | 9        | 0        | —     | —     | 2             | 0             | 19    | 1     | 0.05            |
| Sport Recife · Brasil              | Total club    | Total club    | 8     | 1     | 9        | 0        | 0     | 0     | 2             | 0             | 19    | 1     | 0.05            |
| C. S. D. Colo-Colo · Chile         | 1.ª           | 2017          | 4     | 0     | —        | —        | —     | —     | —             | —             | 4     | 0     | 0.0             |
| C. S. D. Colo-Colo · Chile         | Total club    | Total club    | 4     | 0     | 0        | 0        | 0     | 0     | 0             | 0             | 4     | 0     | 0.0             |
| Magallanes · Chile                 | 2.ª           | 2018          | 11    | 2     | —        | —        | 2     | 1     | —             | —             | 13    | 3     | 0.23            |
| Magallanes · Chile                 | 2.ª           | 2019          | 9     | 3     | —        | —        | —     | —     | —             | —             | 9     | 3     | 0.33            |
| Magallanes · Chile                 | Total club    | Total club    | 20    | 5     | 0        | 0        | 2     | 1     | 0             | 0             | 22    | 6     | 0.27            |
| Total carrera                      | Total carrera | Total carrera | 273   | 57    | 9        | 0        | 18    | 4     | 35            | 6             | 335   | 67    | 0.2             |
| 1. 2. 3. 4.                        |               |               |       |       |          |          |       |       |               |               |       |       |                 |

### Selecciones
| Selección | Temporada     | Amistosos | Amistosos | Amistosos | Sudamérica(1) | Sudamérica(1) | Sudamérica(1) | Mundial | Mundial | Mundial | Total | Total | Total  | Media goleadora |
| Selección | Temporada     | Part.     | Goles     | Asist.    | Part.         | Goles         | Asist.        | Part.   | Goles   | Asist.  | Part. | Goles | Asist. | Media goleadora |
| --- | ------------- | --------- | --------- | --------- | ------------- | ------------- | ------------- | ------- | ------- | ------- | ----- | ----- | ------ | --------------- |
| Sub-17 · Chile | 2001          | —         | —         | —         | 1             | 0             | 0             | —       | —       | —       | 1     | 0     | 0      | 0,00            |
| Sub-17 · Chile | Total         | 0         | 0         | 0         | 1             | 0             | 0             | 0       | 0       | 0       | 1     | 0     | 0      | 0,00            |
| Sub-20 · Chile | 2003          | —         | —         | —         | 4             | 0             | 0             | —       | —       | —       | 4     | 0     | 0      | 0,00            |
| Sub-20 · Chile | Total         | 0         | 0         | 0         | 4             | 0             | 0             | 0       | 0       | 0       | 4     | 0     | 0      | 0,00            |
| Olímpica · Chile | 2003          | 2         | 0         | 0         | —             | —             | —             | —       | —       | —       | 2     | 0     | 0      | 0,00            |
| Olímpica · Chile | 2004          | —         | —         | —         | 6             | 2             | 1             | —       | —       | —       | 6     | 2     | 1      | 0,33            |
| Olímpica · Chile | Total         | 2         | 0         | 0         | 6             | 2             | 1             | 0       | 0       | 0       | 8     | 2     | 1      | 0,25            |
| Adulta · Chile | 2003          | 3         | 1         | 0         | 2             | 0             | 0             | —       | —       | —       | 5     | 1     | 0      | 0,20            |
| Adulta · Chile | 2004          | 1         | 0         | 0         | 4             | 1             | 0             | —       | —       | —       | 5     | 1     | 0      | 0,20            |
| Adulta · Chile | 2005          | 1         | 1         | 0         | 2             | 0             | 0             | —       | —       | —       | 3     | 1     | 0      | 0,33            |
| Adulta · Chile | 2006          | 1         | 0         | 0         | —             | —             | —             | —       | —       | —       | 1     | 0     | 0      | 0,00            |
| Adulta · Chile | 2007          | 3         | 0         | 0         | 6             | 0             | 0             | —       | —       | —       | 9     | 0     | 0      | 0,00            |
| Adulta · Chile | 2008          | 3         | 0         | 0         | 6             | 0             | 0             | —       | —       | —       | 9     | 0     | 0      | 0,00            |
| Adulta · Chile | 2009          | 1         | 0         | 0         | 5             | 0             | 1             | —       | —       | —       | 6     | 0     | 1      | 0,00            |
| Adulta · Chile | 2010          | 4         | 0         | 2         | —             | —             | —             | 4       | 1       | 0       | 8     | 1     | 2      | 0,13            |
| Adulta · Chile | 2011          | —         | —         | —         | —             | —             | —             | —       | —       | —       | 0     | 0     | 0      | 0,00            |
| Adulta · Chile | 2012          | —         | —         | —         | 2             | 0             | 0             | —       | —       | —       | 2     | 0     | 0      | 0,00            |
| Adulta · Chile | 2013          | —         | —         | —         | —             | —             | —             | —       | —       | —       | 0     | 0     | 0      | 0,00            |
| Adulta · Chile | 2014          | —         | —         | —         | —             | —             | —             | —       | —       | —       | 0     | 0     | 0      | 0,00            |
| Adulta · Chile | 2015          | 3         | 2         | 1         | 3             | 0             | 0             | —       | —       | —       | 6     | 2     | 1      | 0,33            |
| Adulta · Chile | 2016          | —         | —         | —         | 2             | 0             | 0             | —       | —       | —       | 2     | 0     | 0      | 0,00            |
| Adulta · Chile | Total         | 20        | 4         | 3         | 32            | 1             | 1             | 4       | 1       | 0       | 56    | 6     | 4      | 0,11            |
| Total carrera | Total carrera | 22        | 4         | 3         | 43            | 3             | 2             | 4       | 1       | 0       | 69    | 8     | 5      | 0,12            |
| (1) Incluye los partidos del Sudamericano Sub-17 (2001); Sudamericano Sub-20 (2003); Preolímpico Sub-23 (2004); Clasificatorias Sudamericanas / Copa América (2003-16). |               |           |           |           |               |               |               |         |         |         |       |       |        |                 |

### Resumen estadístico
| Competición           | Partidos | Goles | Promedio | Asistencias | Promedio | Goles y asistencias | Promedio |
| --------------------- | -------- | ----- | -------- | ----------- | -------- | ------------------- | -------- |
| Primera División      | 252      | 52    | 0,21     | 40          | 0,16     | 92                  | 0,37     |
| Segunda División      | 20       | 5     | 0,25     | 5           | 0,25     | 10                  | 0,50     |
| Regional              | 9        | 0     | 0,00     | 0           | 0,00     | 0                   | 0,00     |
| Copas nacionales      | 20       | 5     | 0,25     | 2           | 0,10     | 7                   | 0,35     |
| Copas internacionales | 38       | 6     | 0,16     | 2           | 0,05     | 8                   | 0,21     |
| Selección adulta      | 56       | 6     | 0,11     | 4           | 0,07     | 10                  | 0,18     |
| Selección olímpica    | 8        | 2     | 0,25     | 1           | 0,13     | 3                   | 0,38     |
| Selección sub-20      | 4        | 0     | 0,00     | 0           | 0,00     | 0                   | 0,00     |
| Selección sub-17      | 1        | 0     | 0,00     | 0           | 0,00     | 0                   | 0,00     |
| Total                 | 408      | 76    | 0,19     | 54          | 0,13     | 130                 | 0,32     |

## Palmarés

### Torneos nacionales
| Título              | Equipo          | País       | Año  |
| ------------------- | --------------- | ---------- | ---- |
| Community Shield    | Liverpool F. C. | Inglaterra | 2006 |
| Copa de Rusia       | CSKA Moscú      | Rusia      | 2011 |
| Premier League Rusa | CSKA Moscú      | Rusia      | 2013 |
| Copa de Rusia       | CSKA Moscú      | Rusia      | 2013 |
| Supercopa de Rusia  | CSKA Moscú      | Rusia      | 2013 |

### Campeonatos internacionales
| Título       | Equipo             | País           | Año  |
| ------------ | ------------------ | -------------- | ---- |
| Copa América | Selección de Chile | Estados Unidos | 2016 |

### Distinciones individuales
| Distinción                                                                                       | Año  |
| ------------------------------------------------------------------------------------------------ | ---- |
| Elegido por FIFA como Mejor Jugador del Partido Suiza-Chile en la Copa Mundial de Fútbol de 2010 | 2010 |
| Medalla Bicentenario                                                                             | 2010 |